# Cameron McEvoy
Cameron McEvoy (ur. 13 maja 1994 w Gold Coast) – australijski pływak, specjalizujący się w stylu dowolnym, mistrz olimpijski (2024) i mistrz świata na dystansie 50 m stylem dowolnym.

## Kariera pływacka
W 2011 roku został mistrzem świata juniorów na 50 i 100 m stylem dowolnym, a także brązowym medalistą na 200 m tym stylem.
Wystartował na igrzyskach olimpijskich w Londynie (2012) w sztafecie 4 × 100 m (4. miejsce) i 4 × 200 m stylem dowolnym (5. miejsce).
Rok później wywalczył srebrny medal mistrzostw świata w Barcelonie w sztafecie 4 × 100 m stylem zmiennym (wspólnie z Ashley Delaneyem, Christianem Sprengerem, Tommaso D'Orsogną, Jamesem Magnussenem i Kennethem To).
W 2015 roku na mistrzostwach świata w Kazaniu zdobył trzy medale. McEvoy zajął drugie miejsce na dystansie 100 m stylem dowolnym, uzyskując w finale czas 47,95. Drugie srebro wywalczył w sztafecie 4 × 100 m stylem zmiennym, a brązowy medal zdobył w sztafecie 4 × 200 m stylem dowolnym.
Podczas igrzysk olimpijskich w Rio de Janeiro wywalczył dwa brązowe medale w sztafetach 4 × 100 m stylem dowolnym i 4 × 100 m stylem zmiennym. Indywidualnie startował na 50 i 100 m stylem dowolnym. W pierwszej z tych konkurencji z czasem 21,89 s był jedenasty. Na dystansie 100 m kraulem był siódmy, w finale uzyskując czas 48,12 s.
W 2024 roku na igrzyskach olimpijskich w Paryżu zwyciężył na dystansie 50 m stylem dowolnym z czasem 21,25. 

## Życie prywatne
McEvoy studiował matematykę i fizykę na Griffith University. Po zakończeniu kariery pływackiej planuje zostać astronautą.